# 解放大桥 (福州)
解放大桥（平話字：Gāi-huóng Duâi-giò），民間俗稱「一橋」，位于福建省福州市，跨越闽江，连接台江、仓山两区。福州解放大桥由萬壽橋、中洲島和江南桥三部分组成，属于罕见的桥联桥、桥上桥的独特风格，为闽江福州段最古老的一座石桥。

## 歷史
北宋元祐八年（1093年），福州太守王祖道在万寿寺旁，用120只木船，架设南北2座浮桥，每船皆用粗大藤缆分别紧固于江中所立的18根石柱上。船上铺厚木板，宽一丈一尺，两边设扶栏，并在南、北、中建3个亭子，供行人憩息。建桥工程历时一年，于绍圣六年（1094年）10月完工，命名万寿桥。陆游过此桥，留下《渡浮桥望南台》－诗：「九轨徐行怒涛上，千船横系大江心」。
北宋崇宁二年（1103年），王祖道再任福州太守，并发起募捐将浮桥改为石墩桥。南宋绍兴十一年（1141年），石墩桥建成。
元朝大德七年（1303年），万寿寺僧王法助得到元成宗铁木耳的嘉许，募集了数百万贯资金，奉旨把万寿桥改建成简支石梁石板桥。大桥前后建造共花了19年时间，到元至治二年（1322年）才竣工，桥长391米，宽4.5米，共87孔。后人为纪念王法助的功绩，便把这条大桥命名为万寿桥。万寿桥建成后，又在南面建成木石混合结构9孔的“江南桥”，亦称“仓前桥”，长135米。清乾隆年间，江南桥被水冲毁，也改建为全石桥。
民國十九年（1930年），中华民国政府为了适应开通汽车的需要，将万寿和江南两桥改为公路桥，在原有桥墩上用混凝土加高2米，路面和桥栏均采用钢筋混凝土。工程由日商“大和工业合资会社”承建。
民國三十八年（1949年）以后，中华人民共和国政府为了纪念人民解放军冲过此桥，追击南逃國軍部隊，将此桥改名为“解放大桥”。1970年，解放大桥采取桥上架桥的形式，加高4米、加宽桥面2米。
1994年，因闽江洪水的冲击，解放大桥桥墩崩离原位，停止使用；1995年开始重建；1996年9月29日竣工。新桥为现代双曲预应力钢筋混凝土联拱桥，总长565米，宽12米，设置四组桔红色钢管弧形空中吊桥，分承桥身的负荷。中洲岛以南部分长100米，中洲岛旱桥141米，中洲岛以北长324米。
2009年6月，解放大桥开始封闭施工，更换104根吊杆，将原先的橘红色弧形钢管漆成灰白色。